# Daniel Bautista
Daniel Bautista Rocha (* 4. srpna 1952 El Salado) je bývalý mexický atlet, chodec, olympijský vítěz v chůzi na 20 kilometrů z roku 1976.

## Sportovní kariéra
Jeho speciální disciplínou bylo 20 kilometrů chůze. Na této trati zvítězil na Panamerických hrách v roce 1975 a stal se tak favoritem pro olympiádu v Montrealu. Zde nezklamal a zvítězil. V roce 1979 obhájil své vítězství na Panamerických hrách. V letech 1976 až 1980 čtyřikrát zlepšil nejlepší světový výkon na 20 kilometrů chůze (nejlépe 1:21:00). Na olympiádě v Moskvě v roce 1980 byl diskvalifikován necelé dva kilometry před cílem. Startoval zde také na 50 kilometrů chůze, kde vzdal na 30. kilometru. Krátce poté ukončil aktivní kariéru.